# Овільйо
Овільйо (італ. Oviglio, п'єм. J'Ovij) — муніципалітет в Італії, у регіоні П'ємонт,  провінція Алессандрія.
Овільйо розташоване на відстані близько 470 км на північний захід від Рима, 70 км на схід від Турина, 12 км на південний захід від Алессандрії.
Населення — 1262 особи (2014).
Щорічний фестиваль відбувається 29 липня. Покровитель — San Felice.

## Демографія
Населення за роками:

Станом на 1 січня 2023 року в муніципалітеті офіційно проживало 79 іноземців з 20 країн, серед них 24 громадяни країн Євросоюзу та 1 громадянин України.

## Сусідні муніципалітети
- Алессандрія
- Бергамаско
- Боргоратто-Алессандрино
- Карентіно
- Кастеллаццо-Борміда
- Феліццано
- Інчиза-Скапаччино
- Мазіо
- Солеро